# Overledebrug
De Overledebrug is een ophaalbrug over de Moervaart in Wachtebeke. De brug is een deel van de N449, die Zelzate met Laarne verbindt.

## Geschiedenis
De brug dateert uit het interbellum en werd omstreeks 1945 hersteld en gedeeltelijk vervangen na oorlogsschade uit de Tweede Wereldoorlog. De brug werd in 2000 gemechaniseerd. De Overledebrug werd in 2001 beschermd als monument.

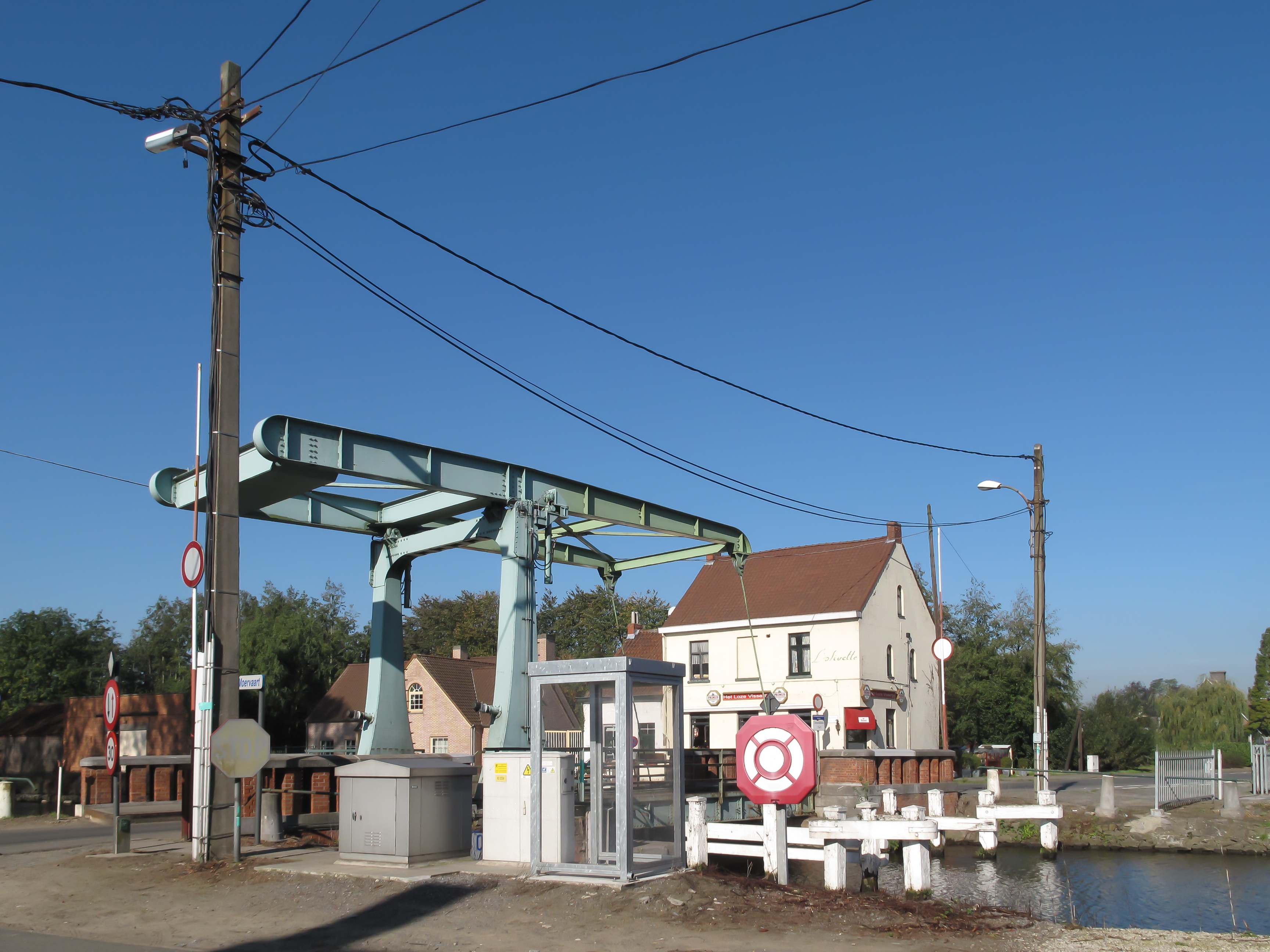
Wachtebeke, de Overledebrug